# 花石乡 (金寨县)
花石乡，是中华人民共和国安徽省六安市金寨县下辖的一个乡镇级行政单位。

## 行政区划
花石乡下辖以下地区：
花石村、竺山村、黄堰村、茶棚村、大湾村和千坪村。